# This Is a Call
This Is a Call – debiutancki singel rockowego zespołu Foo Fighters z ich pierwszej studyjnej płyty, Foo Fighters. Został wydany 19 czerwca 1995.
Utwór jest dostępny do ściągnięcia w muzycznej grze komputerowej Guitar Hero III: Legends of Rock.

## Lista utworów
1. „This Is a Call” – 3:52
2. „Podunk” – 3:03

## Listy przebojów
| Lista przebojów (1995) | Pozycja |
| ---------------------- | ------- |
| UK Singles Chart       | 5       |
| Mainstream Rock Tracks | 6       |
| ARIA Charts            | 9       |
| RIANZ                  | 11      |
| MegaCharts             | 32      |
| Canadian Singles Chart | 29      |